# 諫院
谏院，中国古代官职，谏官的官署。职掌规谏朝政缺失的中央机关。谏是直言规劝，使其改正错误的意思。宋代设立谏院，负责在朝廷中搜集建议和评论。当时在朝廷中设立谏官和御史，通称台谏。
谏官源于秦朝、汉朝时设置的谏议大夫。魏晋沿置。唐代已有谏院之名。五代置谏院。谏议大夫、司谏、正言，都需要再降敕许赴谏院供职，才是谏官。由他官领谏官，需要知谏院，以两省官充掌供奉、谏诤。
宋朝初年不置，天禧元年（1017年）由门下省析置，以左右谏议大夫为长，下设左右司谏、左右正言，分属门下省和中书省，以中书、门下两省官一员判院事，掌规谏朝政缺失，对大臣和百官的任用及政府各部门的措施提出意见。明道元年（1032年）陈执中为谏官，请置知院官六人，以司谏、正言充任，由他官领者带知谏院。其后，谏议大夫非特首不供谏职。司谏、正言亦有领他职而不预谏诤者。知院官以司谏、正言充任，如他官兼领则称知谏院，司谏、正言亦有领他职而不预谏诤者。庆历四年(1044)，规定不用现任宰相、执政推荐者为谏官。元丰改制，始专谏职。以左、右谏议大夫为谏院长官，左隶门下省，右隶中书省，司谏、正言亦专掌规谏讽谕。凡朝政阙失，大则廷议，小则上封。大臣至百官任用不当，三省至各官署事有违失，皆可谏正。初兼弹奏之责，后令只许言事，不兼弹劾。宋哲宗即位后，复弹劾之权。元祐八年（1093年），规定不用执政官亲戚为谏官。靖康元年（1126年）定制，宰执不得荐举台谏官，都要由皇帝亲自任命。建炎三年（1129年），诏令谏官不再分隶门下、中书两省而另立官署，准许谏官与两省官相见议事，并命谏议大夫主管登闻检院，司谏、正言主管登闻鼓院。
辽代南面官设右谏院隶中书省，左谏院隶门下省。左谏院设左谏议大夫、左补阙、左拾遗；右谏院设右谏议大夫、右补阙、右拾遗。
金代也设谏院，列于监寺，不属三省。左右谏议大夫，正四品；左右司谏，从五品；左右补阙正七品，左右拾遗正七品。
明朝洪武十三年（1380年）设置谏院，置左、右司谏，左、右正言，都以耆儒充任。洪武十五年（1382年）又置谏议大夫，主管侍从、诤谏，不久废除，其职归于六科。